# Force maritime des fusiliers marins et commandos
Ne doit pas être confondu avec fusiliers-commandos.
La Force maritime des fusiliers marins et commandos (FORFUSCO) a été créée en 2001 aux côtés des trois grandes forces organiques de la Marine nationale : Force d'action navale pour les bâtiments de surface, Forces sous-marines pour les sous-marins, Aéronautique navale pour les aéronefs. Elle regroupe les sept commandos marine qui forment la composante « marine » des forces spéciales des armées françaises ainsi que trois bataillons et six compagnies de fusiliers marins. Cette force maritime indépendante est commandée par un amiral (ALFUSCO) et son état major est basé à Lanester, près de Lorient. La FORFUSCO compte environ 2 700 hommes, dont l'état-major de 80 hommes.
Cette force participe  :
- aux opérations aéromaritimes,
- aux opérations spéciales,

La FORFUSCO fait partie du nombre restreint d'unités de l'armée française à porter leurs bérets « à l'anglaise », c'est-à-dire à gauche.

- au dispositif de défense sécurité des installations statrégiques de la Marine nationale,
- au renforcement éventuel de la protection des intérêts nationaux[6].

## Fusiliers marins

Insigne de béret des fusiliers marins.

Les bataillons et compagnies de fusiliers marins sont des formations entrainées et spécialisées de la marine nationale pour fournir une capacité d'intervention militaire armée au sein des sites stratégiques de la Marine Nationale (port militaire, base d'aéronautique navale, station de transmissions, dépôt de munitions). 
Le Bataillon de fusiliers marins (BFM) « Détroyat » contribue à l'intervention armée au sein du port militaire de Toulon, de la base d'aéronautique navale d'Hyères Le Palyvestre et de la station de transmissions du fort de Six Fours. 
Le Bataillon de fusiliers marins « Amyot d'Inville » est implanté au sein du port militaire de Brest, et contribue à la protection de la base d'aéronautique navale de Landivisiau et de la station de transmissions de Kerlouan. 
Enfin, le Bataillon de fusiliers marins « de Morsier » est implanté au sein de la base sous-marine de l'île Longue et de la base pyrotechnique de Guenvénez.
Les compagnies de fusiliers marins sont au nombre de six. Elles contribuent à la protection des sites suivants :
- Port militaire de Cherbourg - Compagnie de fusiliers marins « Le Goffic » ;
- Base d'aéronautique navale de Lann-Bihoué - Compagnie de fusiliers marins « Brière » ;
- Base d'aéronautique navale de Lanvéoc-Poulmic (unité recréée le 1er septembre 2011 après la fermeture de la base d'aéronautique navale de Nîmes-Garons[7]) - Compagnie de fusiliers marins « Bernier » ;
- Centre de transmissions de la Marine nationale de Rosnay (Indre) - Compagnie de fusiliers marins « Le Sant » ;
- Centre de transmissions de Sainte-Assise (Seine-et-Marne) - Compagnie de fusiliers marins « Morel » ;
- Centre de transmissions de France Sud à Villepinte et Saissac (Aude) - Compagnie de fusiliers marins « Colmay ».

Depuis septembre 2020, les unités de fusiliers marins portent le nom d’anciens combattants, tous Compagnons de la Libération, ayant servi au sein du 1er Bataillon de fusiliers marins/1er Régiment de fusiliers marins pendant de la Seconde Guerre mondiale.
Ces neuf formations et unités envoient des détachements qui se relaient tous les quatre à six mois en mission de courte durée en Martinique, Nouvelle-Calédonie, Papeete et la Réunion. 
Elles contribuent également aux renforcements des équipages des bâtiments de la marine nationale lors des opérations militaires conduites dans le cadre de l'action de l'État en mer (narcops) ou des opérations maritimes sous mandat international (embargo).

## Commandos marine

Insigne de béret de commando marine.

Les Commandos marine sont entraînés à mener des actions ciblées en des lieux où il n'est pas envisageable de déployer une force dans son ensemble. Ils sont prioritairement employés par le Commandement des opérations spéciales (COS) depuis 1992. Ils sont au nombre de sept : Commando Hubert, Commando Jaubert, Commando Kieffer, Commando de Montfort, Commando de Penfentenyo, Commando Ponchardier, Commando Trepel.
Début 2014, l'effectif théorique des six commandos (sans le commando Ponchardier) est de 721 hommes, l'effectif réel étant de 674.
La FORFUSCO contenait autrefois la composante anti-terroriste de la Marine nationale sur la façade maritime atlantique — contrepartie du commando Hubert (situé lui en région maritime Méditerranée) — l'Escouade de Contre-Terrorisme et de Libération d'Otages (ECTLO) — anciennement connue sous l'appellation d'Équipe Légère d'Intervention Spéciale (ÉLIS), puis de Groupe de Combat en Milieu Clos (GCMC) — et qui est intégrée depuis 2001 au sein des commandos Jaubert et Trépel.

Insigne de béret appui opérationnel commando (pour les membres des commandos marines n'ayant pas passé le STAC (stage commando) mais malgré tout employé en leurs seins en raison de leurs compétences, en particulier dans les commandos d'appui comme Kieffer et Ponchardier).